# اتیل‌افرین
اتیل‌افرین (انگلیسی: Etilefrine) یک داروی محرک قلبی است که به عنوان یک ضد فشار خون استفاده می‌شود. این دارو یک آمین سمپاتومیمتیک از سری ۳-هیدروکسی فنیل اتانول آمین است که در درمان افت فشار خون ارتواستاتیک با منشاء عصبی، قلبی عروقی، غدد درون‌ریز یا متابولیک استفاده می‌شود. انفوزیون داخل وریدی این ترکیب برون ده قلبی، حجم سکته مغزی، بازگشت وریدی و فشار خون را در انسان و حیوانات آزمایشگاهی افزایش می‌دهد که نشان‌دهنده تحریک گیرنده‌های آدرنرژیک α و β است.  با این حال، پژوهش‌های آزمایشگاهی نشان می‌دهد که اتیل‌افرین تمایل بسیار بیشتری به β1 (قلبی) نسبت به گیرنده‌های آدرنرژیک β2 دارد.

اتیل‌افرین داخل وریدی ضربان نبض، برون ده قلبی، حجم ضربه، فشار وریدی مرکزی و فشار متوسط شریانی افراد سالم را افزایش می‌دهد. مقاومت عروق محیطی هنگام تزریق ۱ تا ۸ میلی‌گرم اتیل‌افرین کاهش می‌یابد، اما در دوزهای بالاتر شروع به افزایش می‌کند. کاهش قابل توجه در ضربان نبض، برون‌ده قلبی، حجم ضربه و جریان خون محیطی، همراه با افزایش فشار متوسط شریانی، زمانی رخ می‌دهد که اتیل‌افرین پس از تجویز ۲.۵ میلی گرم پروپرانولول وریدی تزریق شود. این یافته‌ها نشان می‌دهد که اتیل‌افرین هر دو اثر آدرنرژیک β1 و α1 در انسان دارد.